# روم‌بیک
روم‌بیک (به هلندی: Roombeek) یک منطقهٔ مسکونی در هلند است که در انسخده واقع شده‌است.